# Михаил Ангелович
Михаил Ангелович (серб. Михаил Анђеловић/Абоговић; ум. после 1473 до 1486) — сербский государственный деятель, потомок византийских аристократов и фессалийских царей. Брат Махмуда-паши.
Великий воевода в 1457 году, после смерти Лазаря Бранковича — член регентского триумвирата с января по март 1458 года. Пытался объявить себя деспотом. Возглавлял проосманскую партию, считавшую, что лучше сохранить православную веру под османами, чем переходить в католичество. Закончил дни или на службе у султана, или монахом в православном монастыре.

## Происхождение
Сведения о происхождении Михаила Ангеловича черпаются из сведений о его брате — Махмуд-паше.

### Брат
Брат Михаила, Махмуд-паша, был великим визирем Османской империи.

### Национальность
Халкокондил считает брата Михаила, Махмуда, сербом из города Ново-Брдо. Сюрейя (вслед за Ашикпашазаде) считает его хорватом из Аладжа Хисара. Известно письмо, написанное Махмудом-пашой сенату Рагузы и подписанное «Абогович хорват». Абогович — вторая фамилия, используемая Ангеловичами Махмудом и Михаилом.
Но, говоря «хорват», Махмуд-паша не мог в это слово вкладывать то же самое, что это означает сейчас. Если бы он был хорватом в современном понимании, то он был бы католиком, кроме того, в то время Крушевац (Аладжа Хисар) был сербским городом, а сербов и хорватов османы часто путали. Как писал византийский историк Иоанн Скилица: «сербы, которых ещё зовут хорватами».

### Отец
Их отца Халкокондил упоминает как «некоего Михаила». Критовул пишет, что их «дедом по отцу был Филантропин, правивший Грецией и носивший звание кесаря». Бабингер на основании этого делает вывод, что по отцу братья происходили из рода фессалийских царей (будучи внуками Алексея Ангела Филантропина, либо Мануила Ангела Филантропина). Доказательств этого факта нет, однако происхождение Михаила и его брата из семьи Ангелов косвенно подтверждается тем, что в документах Рагузы они упоминаются как Ангеловичи.
После захвата Фессалии турками в 1394 году многие Ангелы эмигрировали в Сербию, где их фамилия получила славянскую форму Ангелович.

### Мать
Халкокондил пишет, что Георгий Амируц, протовестиарий Трабзона, был кузеном матери Махмуда-паши. Его сведения уточняют анонимные греческие хроники XVI века, указывая, что Махмуд-паша и Амируци были «первыми кузенами», а их матери — сёстрами, дочерями некоего Иагариса. О родне матери Махмуда-паши сообщает и Георгий Сфрандзи, называя Махмуда-пашу «вторым кузеном» (троюродным братом) жены Мануила Бохалиса, защитника крепости Гардики в Морее. И уточняет, что тесть Бохалиса (Георгий Палеолог) был «первым кузеном» матери Махмуда-паши. Исследователи полагают, что дедом Махмуда-паши по матери мог быть один из трёх представителей семьи Палеолог Иагарис, живших в соответствующее время. Наиболее вероятен Маркос Палеолог Иагарис.
Мать их осталась христианкой, султан даровал ей земельную собственность в 1463 году — греческий-православный монастырь Продромас-Петрас в Стамбуле.

## Карьера
Шейх аль-ислам Кемальпашазаде (ибн Кемаль) (1468—1534) писал о Михаиле: «один из заметных людей страны».
В 1445 году он упомянут как «великий челник» («veliki čelnik» — главный сборщик податей), это свидетельствует о том, что его карьера началась на десять лет раньше, чем у брата, и косвенно говорит о том, что он старший.
В 1456 году умер Георгий Бранкович, дочь которого, Мара, была вдовой отца Мехмеда II — Мурада II. Старший сын Георгия — Стефан Бранкович — был в своё время ослеплён по приказу Мурада (в то время, когда находился в заложниках) и не мог стать деспотом. Новым деспотом стал другой сын Георгия — Лазарь Бранкович, который назначил Михаила на пост великого воеводы в 1457 году. В этом же году по поручению Лазаря Михаил способствовал мирным переговорам с Османской Портой — он был послан в Стамбул как посол сербского деспота. Со стороны турок переговоры вёл его брат, Махмуд-паша, назначенный за год до этого великим визирем. Ашикпашазаде пишет, что до 1458 года братья были в постоянном контакте.
В январе 1458 года умер Лазарь Бранкович, оставив только дочь. Был сформирован регентский совет, в который вошли Михаил Ангелович, Стефан Бранкович и вдова Лазаря, Елена Палеолог (сестра великой княгини Московской Софьи Палеолог). Ангелович занимал проосманскую позицию, Стефан и Елена — провенгерскую. Это вылилось в открытую конфронтацию, и часть аристократии, опасаясь перехода Сербии под контроль папы, попыталась сделать Михаила деспотом и взять Смедерево. Османские части, находившиеся в Сербии, их поддержали, но сторонники Елены и Стефана оказали противодействие; 31 марта Михаил был арестован, многие турки убиты. Халкокондил сообщает, что Михаил был отослан в тюрьму в Венгрию.
Главную роль в заключении под стражу Михаила сыграла Елена. Как пишет очевидец: «после ухода турок прославленная Деспотесса со своим шурином, который ей близок, арестовала Воеводу бывшего Деспота, который брат бейлербея Румелии».
Махмуд-паша пытался воздействовать на венгров через Рагузу и освободить брата, однако тот оставался в плену как минимум два с половиной года. 26 ноября 1460 года он ещё был в плену, поскольку он упоминается в письме из Буды, датированным этим числом в связи с планами об обмене его на Михая Силадьи, дядю Матьяша Корвина, взятого османами в плен и казнённого ими. Очевидно, автор письма не знал о казни. Так же известно, что 4 февраля 1463 года в Рагузе было получено от него письмо. Содержание письма и ответа неизвестны, но известно, что он уже был свободен.
22 декабря 1470 года «Совет десяти» в Венеции обсуждал предложение о сотрудничестве, поступившее от «Маут-паши». Одним из бенефициаров указывается «брат Маут-паши», которому предполагалось выплачивать по 10 000 дукатов ежегодно. Можно сделать вывод, что Михаил Ангелович был жив в конце 1470 года, и что братья были близки.

## Смерть
В донесении Катерино Дзено, бывшего венецианским посланником в Ак-коюнлу у Узун-Хасана, написанном 18 августа 1473 года, Дзено описывает битву у Малатьи 1 августа, которая предшествовала битве у Отлукбели. У Малатьи османы потерпели поражение, и Дзено даёт список погибших османских высокопоставленных персон. Среди прочего он пишет: «Главный господин, от султана из Стамбула, христианин, мёртв. И он — брат Махмуда-паши». Это важное донесение фиксирует, что Михаил последние годы жил в Стамбуле, у брата, остался христианином и находился на службе у султана.
Второй факт даёт нам колофон манускрипта из Монастыря Еикосифоинисса у горы Пангайон. Текст гласит, что «эти минеи были закончены при поддержке и по приказу самого святого среди монахов господина Макария, который в миру был самым славным и высоким господином Михаилом Ангелом Филантропином… написано 3 декабря 1486 года».
Еикосифоинисса не был рядовым монастырём. В нём в 1487 году была похоронена Мара Бранкович, дочь Георгия Бранковича и вдова Мурада II, которая пользовалась уважением Мехмеда II.
Можно сделать вывод, что Михаил принимал участие в походе на Узун-Хасана, был ранен, но выжил. Когда он удалился от мира неизвестно, это могло быть как сразу после похода, так и после казни брата. Во всяком случае, он окончил свои дни в Монастыре Еикосифоинисса примерно до 1486 года.